# Diosdado Cabello
Pour les articles homonymes, voir Cabello.
Diosdado Cabello Rondón, né le 15 avril 1963 à El Furrial (Venezuela), est un homme d'État vénézuélien, président de l'Assemblée nationale du 5 janvier 2012 au 5 janvier 2016 et président de l'Assemblée nationale constituante de 2018 à 2020.

## Biographie

### Carrière
Après une carrière dans les forces armées, Diosdado Cabello rejoint Hugo Chávez qui le nomme vice-président de la République en janvier 2002. À ce titre, il exerce brièvement l'intérim à la tête de l'État les 13 et 14 avril 2002, à la suite de l'échec du coup d'État contre Chávez. Ministre de la Défense de mai 2002 à janvier 2003, il est ensuite gouverneur de l'État de Miranda de 2004 à 2008.
Élu député en 2010, il devient président de l'Assemblée nationale le 5 janvier 2012 et réélu à son poste le 5 janvier 2013. Sa fonction devait l'amener à assurer l'intérim de la présidence de la République à la suite de la mort d'Hugo Chávez, le 5 mars 2013. Mais c'est finalement le vice-président, Nicolás Maduro, qui prête serment comme président par intérim, ce qui constitue, pour l'opposition, une violation de la Constitution.
Le 19 juin 2018, il est élu à l'unanimité président de l'Assemblée nationale constituante. Durant son discours d'investiture, il tient des propos menaçants envers les dirigeants des banques, qu'il accuse de « déstabiliser l'économie du Venezuela ».
Le 9 juillet 2020, il annonce être atteint du Covid-19.

### Vie privée
Sa femme, Marleny Contreras, est députée puis ministre du Tourisme en 2015. Le couple a quatre enfants dont Daniella Cabello Contreras, une chanteuse reconnue. 
Son frère, José David Cabello, dirige le SENIAT, organe gouvernemental chargé de la perception des impôts, en 2008 avant d'être nommé ministre de l'Industrie en 2014.

## Accusations de corruption et sanctions

### Sanctions américaines et européennes
Le 21 janvier 2018, il fait l'objet, avec six autres personnes, dont le ministre de l'Intérieur, de sanctions économiques de l'Union européenne. En réaction, il demande au président Maduro d'appliquer des « mesures de réciprocité », notamment contre l'Espagne.
Le 18 mai 2018 et à deux jours de l'élection présidentielle, de nouvelles sanctions sont prises contre lui par l'un des organes du département du Trésor des États-Unis pour faits de corruption. Son frère José David Cabello et son épouse Marleny Contreras sont également visés. Le secrétaire au Trésor, Steven Mnuchin précise par communiqué que le « peuple vénézuélien souffre de politiciens corrompus qui étendent leur emprise sur le pouvoir tout en se remplissant les poches. Nous imposons des sanctions à des personnes telles que Diosdado Cabello qui profite de leur position officielle pour s'adonner au trafic de drogue, au blanchiment d'argent, aux détournements de fonds publics et autres activités de corruption ».

### Narcotrafic
Diosdado Cabello est accusé par le gouvernement américain d'être à la tête du Cartel de los Soles. Ce dernier n'est pas à proprement parler un cartel mais une expression employée depuis le début des années 1990 pour désigner l'implication d'officiers (les "soleils" faisant références aux étoiles présentes sur leur uniforme) dans la trafic de drogue.
Le 26 mars 2020, il est inculpé aux États-Unis pour trafic de drogue.
Cependant, des analystes soulignent qu'aucune preuve de son implication dans le trafic de drogue n'a encore été présentée.

### Opération Lava Jato
L'ancien procureur général, Luisa Ortega Díaz, accuse Diosdado Cabello d'être impliqué dans des dossiers de corruption et d'avoir reçu 100 millions de dollars (85 millions d’euros) de pots-de-vin grâce à une entreprise espagnole appartenant à sa famille. Cet argent serait en lien avec les marchés obtenus au Venezuela par une société brésilienne.